# Doing Their Bit
Pour plus de détails, voir Fiche technique et Distribution.
Doing Their Bit est un film américain réalisé par Kenean Buel, sorti en 1918.

## Fiche technique
- Titre : Doing Their Bit
- Réalisation : Kenean Buel
- Scénario : Kenean Buel
- Photographie : Joseph Ruttenberg
- Pays de production : États-Unis
- Format : Noir et blanc - 1,33:1 - Film muet
- Genre : comédie dramatique
- Durée : 50 minutes
- Date de sortie : 1918

## Distribution
- Jane Lee : Janie O'Dowd
- Katherine Lee : Kate O'Dowd
- Franklyn Hanna : Michael O'Dowd
- Gertrude Le Brandt (en) : Bridget McCann O'Dowd
- Alexander Hall : Miles O'Dowd
- Beth Ivins : Patricia O'Dowd
- Kate Lester : Mrs Velma Vanderspent
- John Gilbert